# 沙尔利
沙尔利（法語：Charly，法語發音：[ʃaʁli]）是法国里昂大都会的一个市镇，属于里昂区。

## 地理
沙尔利（45°38'56"N, 4°47'41"E）面积5.09 平方千米，位于法国奥弗涅-罗讷-阿尔卑斯大区里昂大都会，后者为法国的一个特殊地位集体，自2015年脱离罗讷省成立，位于法国中东部，中心城市为里昂。
与沙尔利接壤的市镇（或旧市镇、城区）包括：圣热尼拉瓦勒、韦尔奈松、武尔勒、伊里尼、米耶里。
沙尔利的时区为UTC+01:00、UTC+02:00（夏令时）。

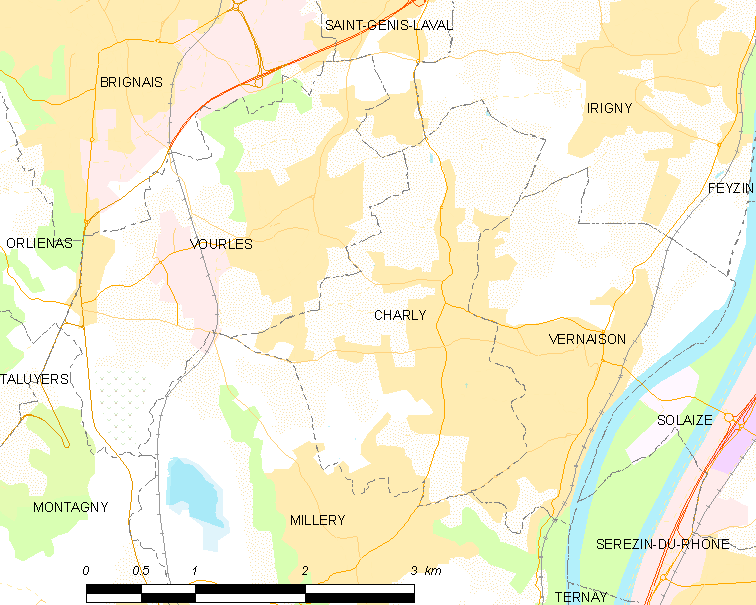
沙尔利的OSM定位图

## 行政
沙尔利的邮政编码为69390，INSEE市镇编码为69046。

## 政治
沙尔利的现任市长为奥利维耶·阿罗茹（Olivier Araujo）先生，任期为2020-2026年。

## 人口

1962-2008年间沙尔利人口变化图示

沙尔利于2022年1月1日时的人口数量为4670人。